# Modern Day Delilah
Modern Day Delilah è il singolo dei hard rock Kiss estratto dall'album Sonic Boom del 2009.È stato pubblicato il 19 agosto 2009 come primo singolo estratto dall'album e primo singolo della band in undici anni. La canzone è stata inserita nelle classifiche della Mainstream Rock Airplay e della svedese Sverigetopplistan.

## La canzone
Modern Day Delilah è stata scritta dal chitarrista Paul Stanley. È stata estratta come singolo a metà agosto 2009 prima della pubblicazione dell'album. 
Il singolo ha avuto ed ha tuttora un grande successo. In Italia la canzone è stata trasmessa solo su Virgin Radio e su Rock TV e quindi ha avuto meno successo. Ha invece avuto molto successo soprattutto negli Stati Uniti dove è stata trasmessa su molte stazioni radio e altrettanti canali televisivi.

Il brano è stato annunciato e pubblicato come primo singolo di Sonic Boom il 19 agosto 2009 alla radio. La canzone è stata il primo singolo dei Kiss in 11 anni, il predecessore della canzone era You Wanted The Best, pubblicato nel 1998 dall'album Psycho Circus della band. A causa delle prime anteprime dell'album, la canzone ha ottenuto feedback positivi sia dalla critica che dai fan ed è stata paragonata al lavoro della band degli anni '70. La canzone è stata suonata durante il Kiss Alive/35 World Tour.

Il video musicale è trapelato online nei primi giorni di dicembre ed è stato ufficialmente rilasciato il 9 dicembre 2009 e presentato in anteprima su Yahoo!. Il video è completato e seguito da filmati di membri giganti dei Kiss che camminano per Detroit. Il video è arrivato in cima alla classifica "Most Rockin: Viewer Request Show" del canale di video musicali Scuzz, del Regno Unito, il 3 dicembre 2009.

Il singolo è stato rilasciato come contenuto scaricabile per Guitar Hero 5 e Band Hero, il 19 novembre 2009, insieme agli altri: I Was Made For Lovin' You e Lick It Up.

Modern Day Delilah ha raggiunto la posizione #50 nella classifica delle canzoni di Billboard Rock. Classic Rock Magazine ha elencato la canzone come l'undicesima miglior canzone rock dell'ultimo decennio.

## Apparizioni live
La band aveva suonato per la prima volta la canzone a Detroit, alla Cobo Hall, il 25 settembre; dodici giorni prima dell'uscita di Sonic Boom, il primo album in studio della band in undici anni. La canzone è stata inizialmente eseguita nel mezzo del concerto, ma in seguito è stata suonata come traccia di apertura.

## Charts
| Classifiche (2009)     | Posizione |
| ---------------------- | --------- |
| Mainstream Rock Tracks | 50        |
| Sverigetopplistan      | 42        |
| Billboard Rock Airplay | 11        |

## Formazione
- Gene Simmons - basso e voce
- Paul Stanley - chitarra secondaria e voce
- Tommy Thayer - chitarra solista e voce
- Eric Singer  - batteria e voce